# SN 2004fr
SN 2004fr – supernowa typu Ia odkryta 15 października 2004 roku w galaktyce A022843-0854. W momencie odkrycia miała maksymalną jasność 22,20m.